# Régiment de police spéciale « Kiev »
Le régiment de police spéciale « Kiev » est un régiment des patrouilles de police spéciales. 

## Historique
Il s'agit d'une unité structurelle de la police de sécurité publique qui assure la protection de l'ordre public, assure la libération d'otages, et lutte contre le terrorisme dans la zone ATO pendant la guerre du Donbass,. Pendant l'invasion russe en février-mars 2022, l'unité mène des opérations de combat dans le territoire de la ville de Kiev, avant d'être déployée pour la campagne de l'Est de l'Ukraine,.

## Structure
Unités de volontaires du régiment spécial « Kiev »:
- Bataillon Kiev-1 (uk)
- Bataillon Kiev-2
- Bataillon Golden Gate
- Bataillon Sitch.

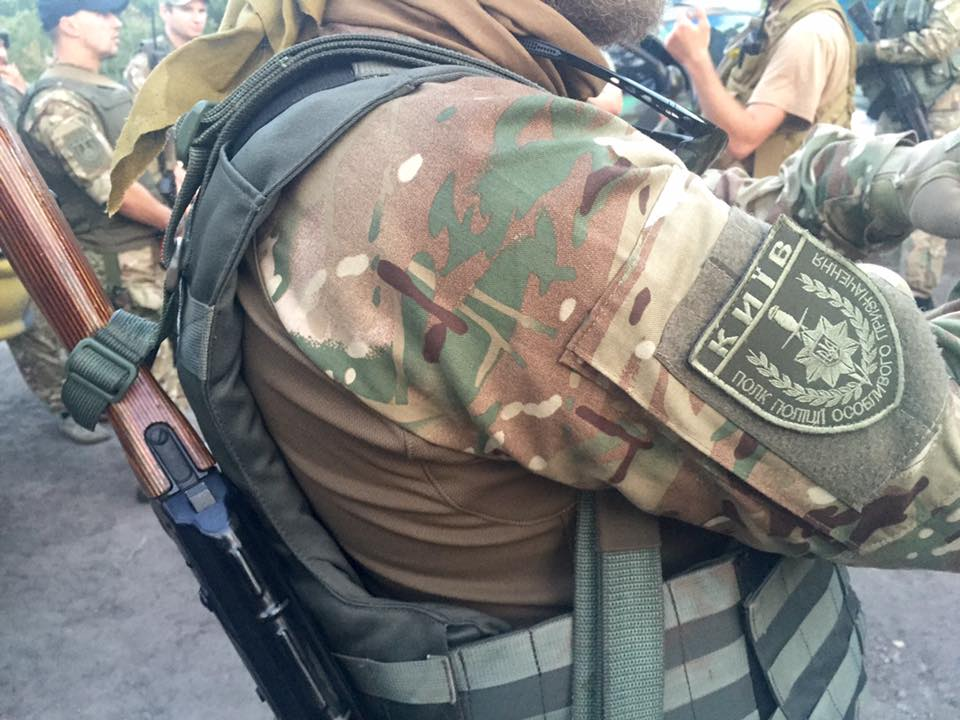
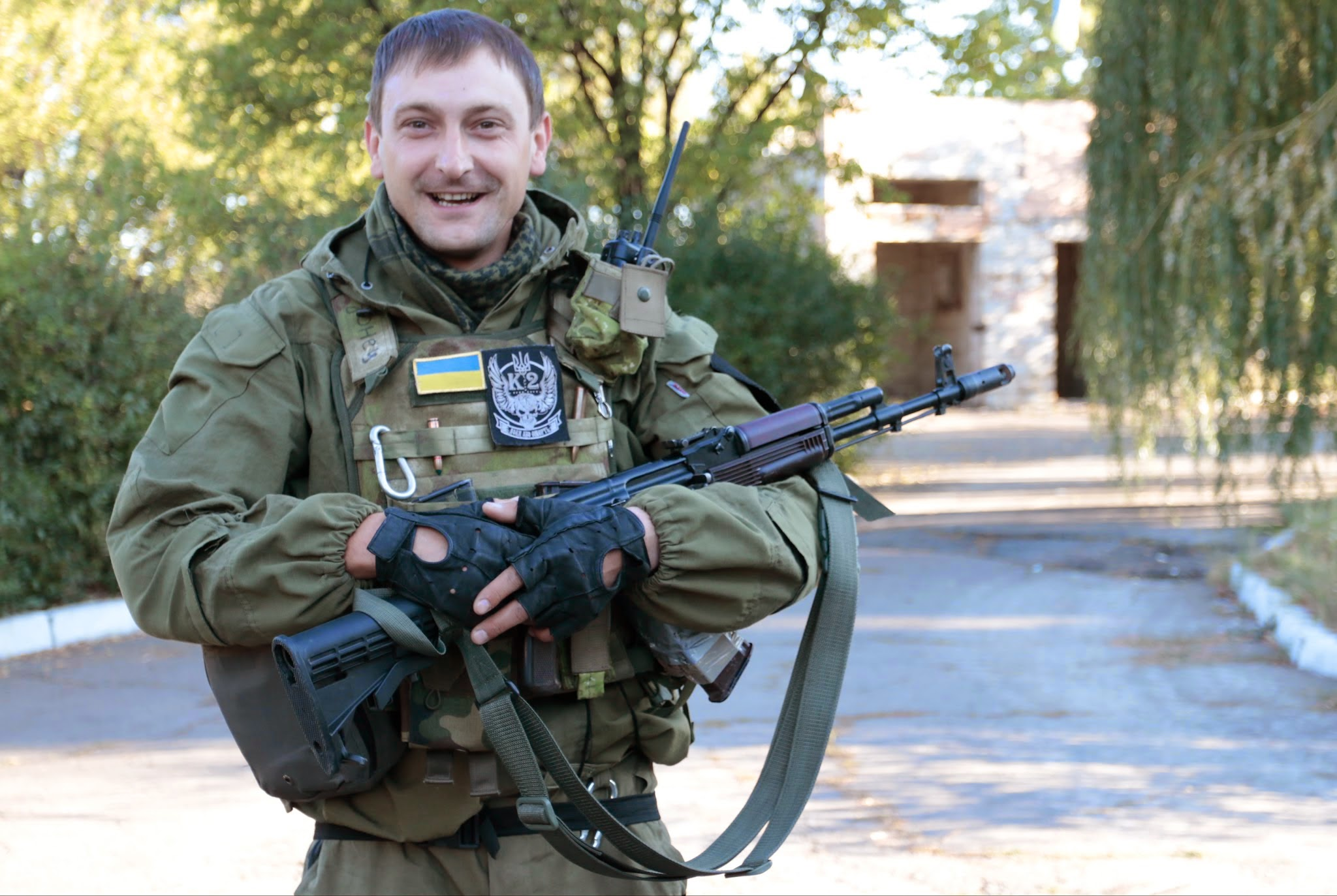
Kyiv 2.